# أليسيا تومسون (دراجة)
أليسيا تومسون (بالإنجليزية: Alicia Thompson)‏ هي دراجة بليزية، ولدت في 8 أبريل 1981 في بليز.

## وصلات خارجية
- أليسيا تومسون على موقع أرشيف الدراجات (الإنجليزية)
- أليسيا تومسون على موقع إحصائيات الدراجات الإحترافية (الإنجليزية)